# Carea sikkimensis
Carea sikkimensis är en fjärilsart som beskrevs av Embrik Strand 1917. Carea sikkimensis ingår i släktet Carea och familjen trågspinnare. Inga underarter finns listade i Catalogue of Life.